# Rexford Orotaloa
Pour les articles homonymes, voir Rexford.
Rexford Orotaloa est un écrivain des Îles Salomon né en 1956. Ses œuvres traitent du conflit entre la culture traditionnelle et moderne de son pays.

## Œuvres
- Two Times Resurrection.
- Suremada: Faces from a Solomon Island Village.